# Qizilarkh
Qizilarkh est un village de la région de Şəki en Azerbaïdjan.

## Géographie
Le village de Qizilarkh de la région de Şəki est situé dans la circonscription administrative du village de Kudurlu.

## Population
Selon les statistiques de 2009, la population du village est de 16 personnes.